# محمد شعبان (لاعب كرة قدم اوغندي)
محمد شعبان (ولد في أوغندا) هو لاعب كرة قدم دولي أوغندي، ويلعب في مركز الهجوم مع نادي الرجاء الرياضي.

## السيرة الذاتية
لعب أول مباراة له مع منتخبه الوطني أوغندا في 8 نوفمبر 2016 في المباراة الودية ضد زامبيا الذي خسرها ب 0-1.
شارك مع منتخب بلاده أوغندا في كأس الأمم الأفريقية 2017 ، التي نظمت في الغابون. خلال هذه المنافسات ، لعب مباراتين ضد غانا ومصر. خسرهما معا.

## الملاحظات والمراجع
1. ↑  "Muhammad Jagason SHABAN - KCCA FC Official Website" (بالإنجليزية). 31 Dec 1996. Retrieved 2024-09-17.
2. ↑  (بالإنجليزية)
 
ورقة من محمد شعبان على national-football-teams.com نسخة محفوظة 07 فبراير 2018 على موقع واي باك مشين.

## روابط خارجية
- محمد شعبان على موقع قاعدة بيانات كرة القدم.إي يو (الإنجليزية)
- محمد شعبان على موقع ناشيونال فوتبول تيمز (الإنجليزية)
- محمد شعبان على موقع Soccerway.com (الإنجليزية)